# Tübingen
Tübingen là một thành phố đại học truyền thống nằm ở trung tâm của Baden-Württemberg, Đức. Nó nằm bên 
sông Neckar cách Stuttgart khoảng 30 km về phía nam. thành phố cũng là huyện lỵ của huyện Tübingen và thủ phủ của vùng hành chính cùng tên. Tübingen có khoảng 85.000 dân cư (tháng 5 năm 2013) và là thành phố mà dân chúng có tuổi trung bình thấp nhất nước Đức (39,0 tuổi vào ngày 31 tháng 12 năm 2011).
Với trường Eberhard Karls Universität Tübingen mà được thành lập vào năm 1477 thành phố này là một trong những thành phố đại học lâu đời của Đức. Đời sống của thành phố bị chi phối bởi 28.700 sinh viên (Con số từ: học kỳ mùa đông 2013/2014).

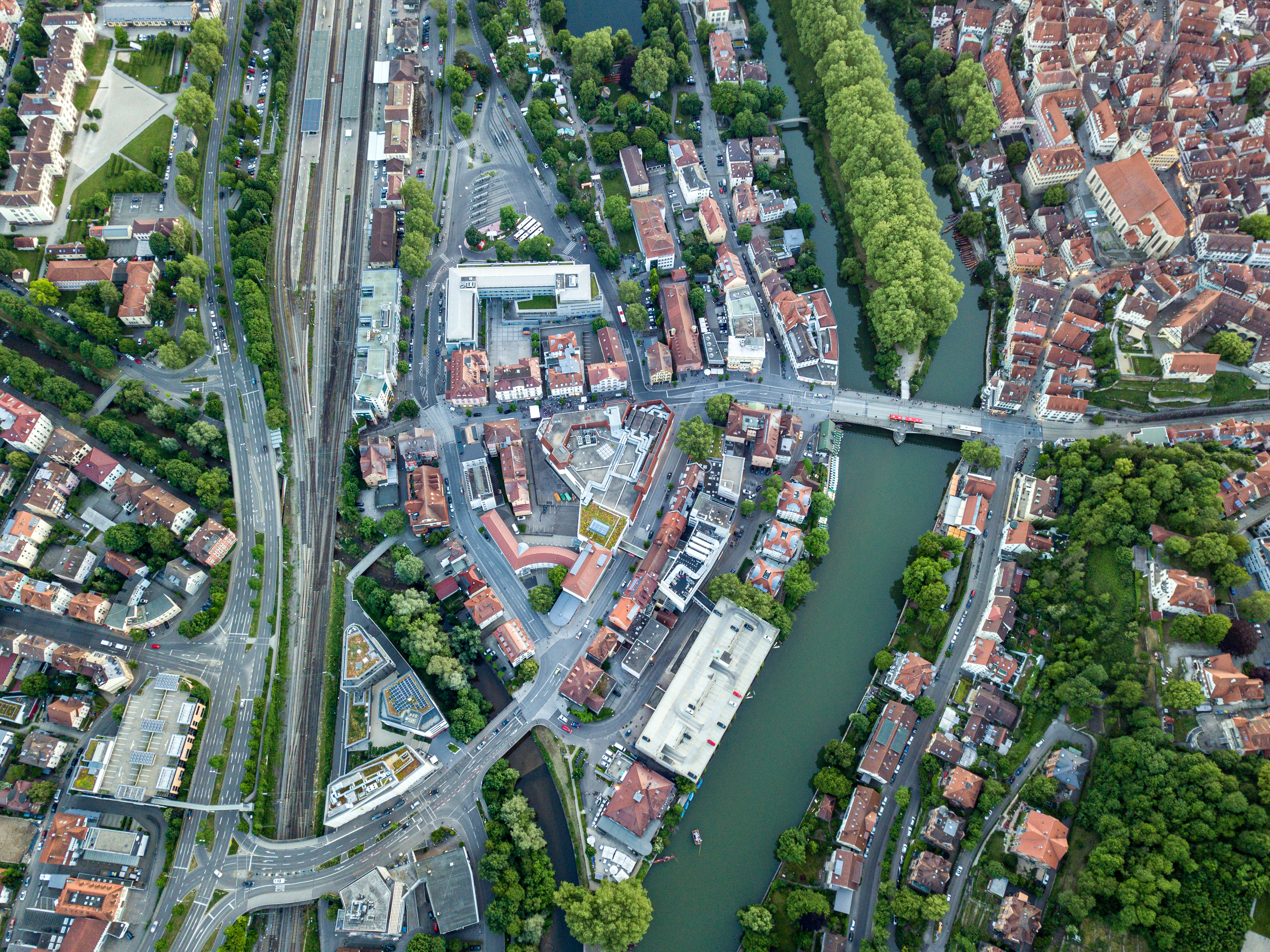
Zinserdreieck
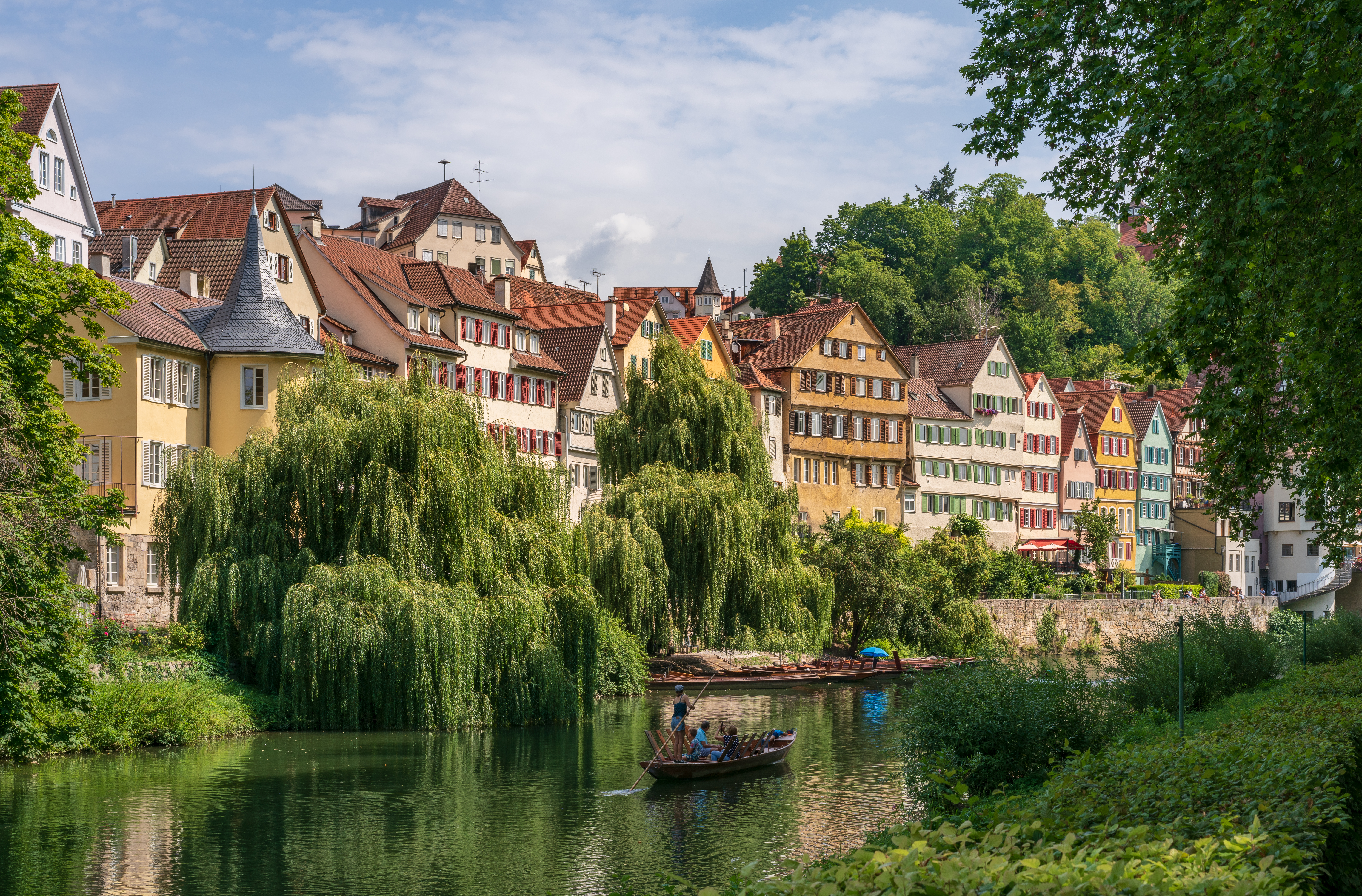
Những tòa nhà cổ ở Tübingen bên giòng sông Neckar và là một trong những địa điểm nổi tiếng nhất ở Tübingen.
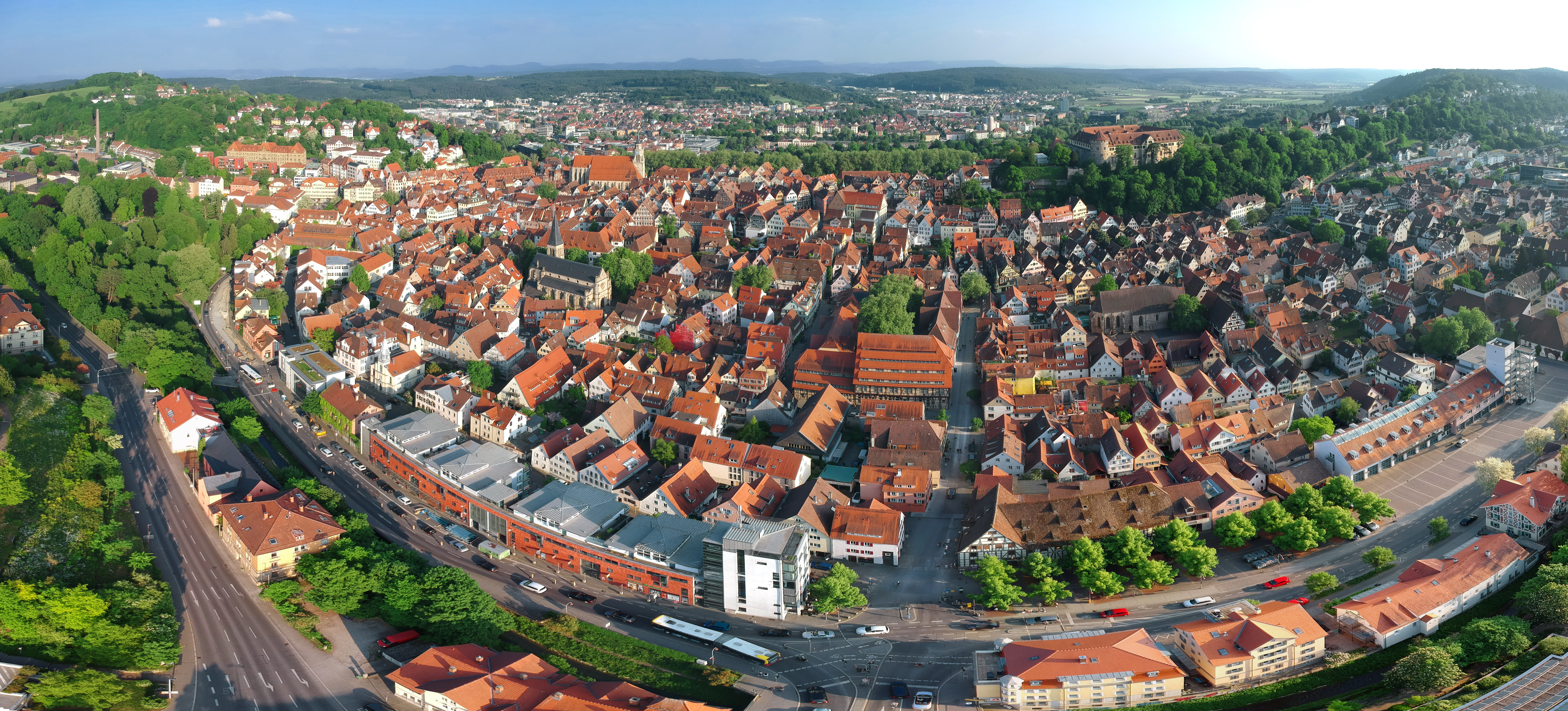
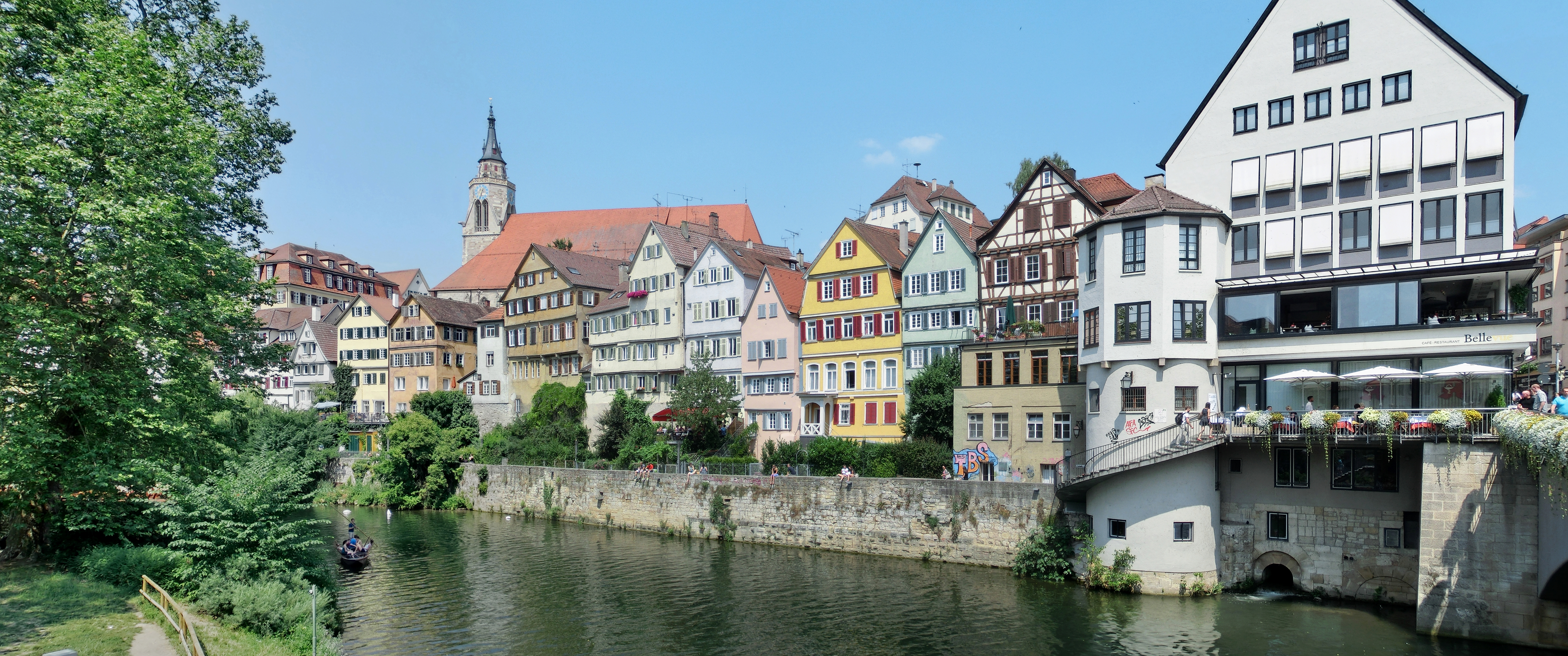
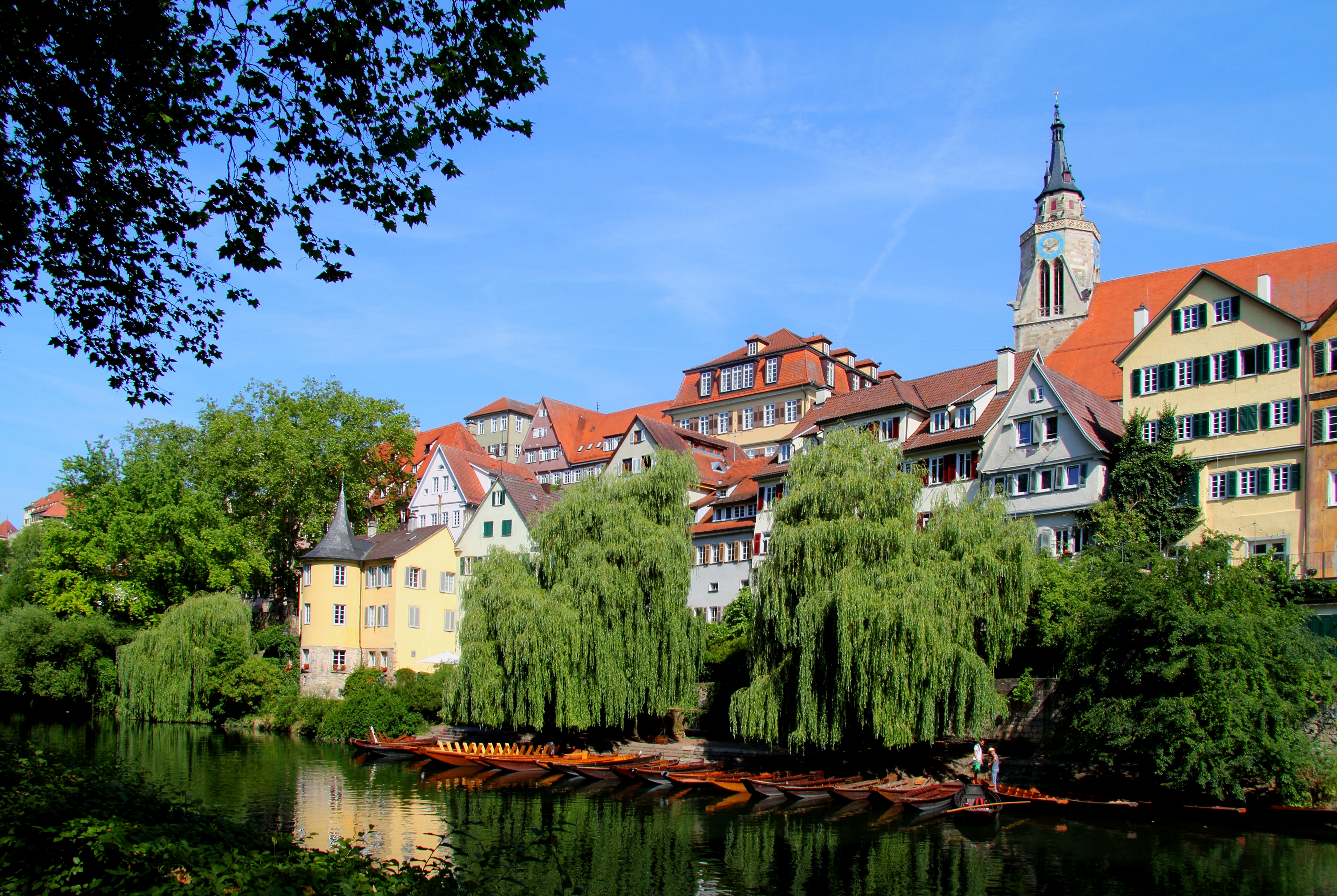
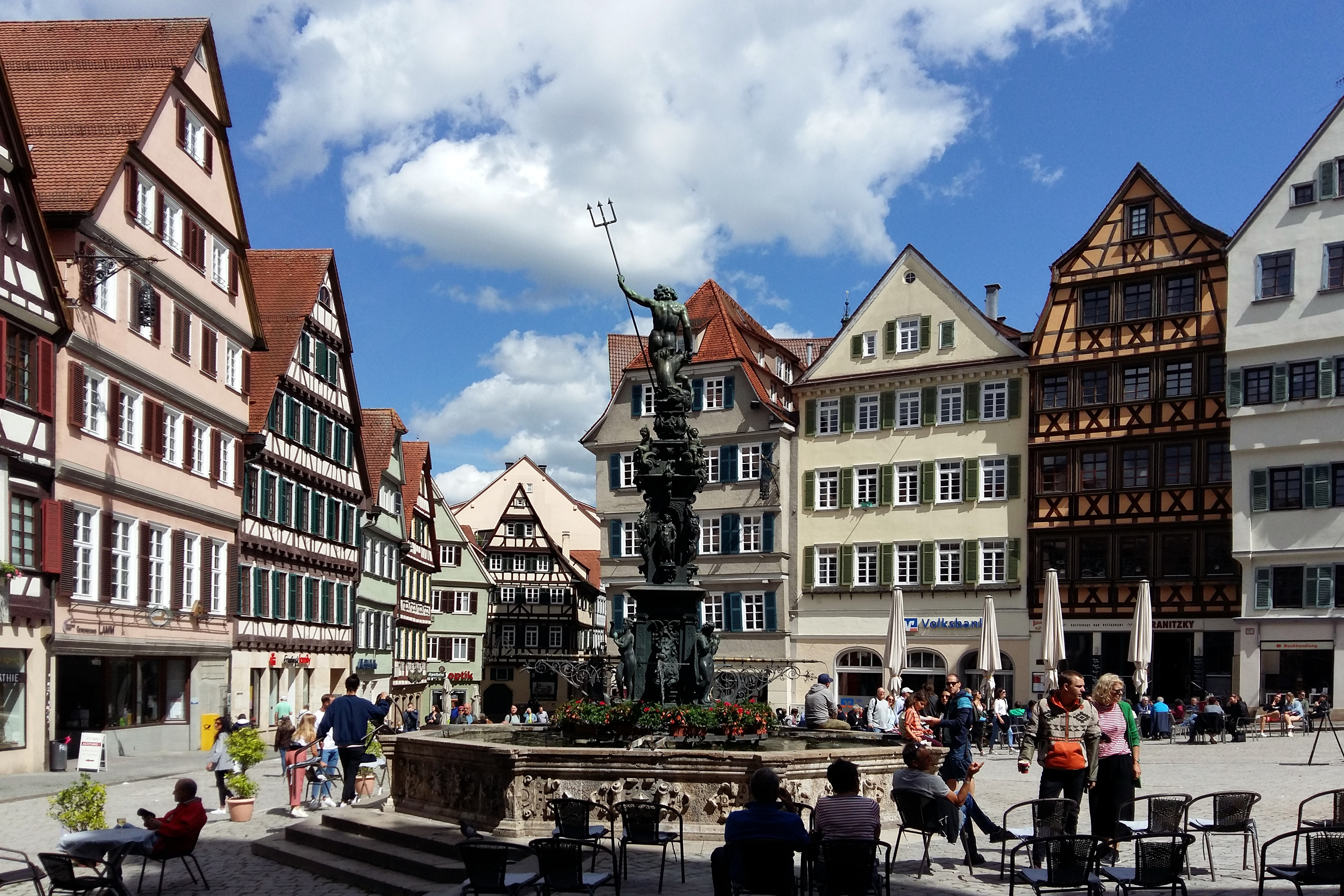
Marktplatz
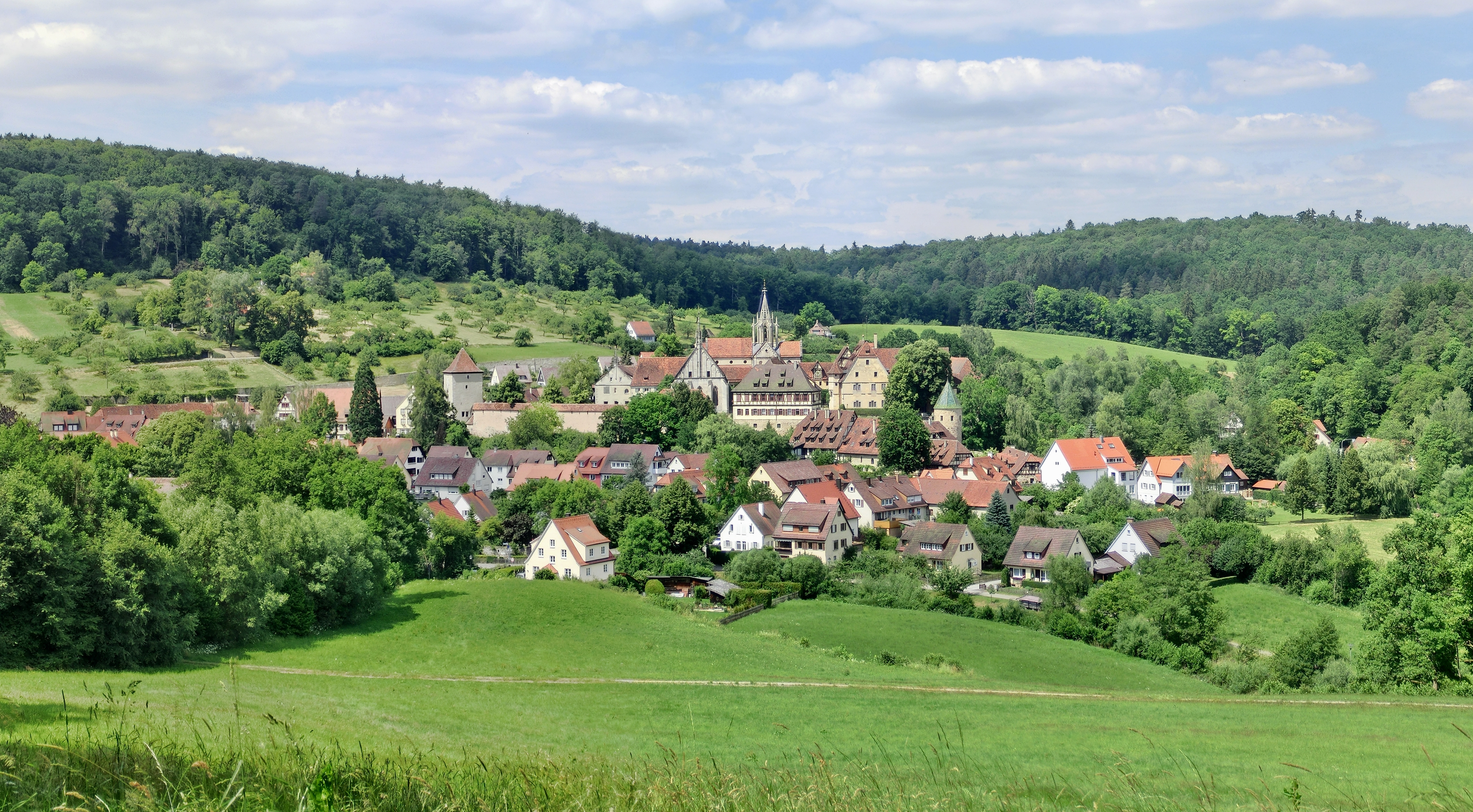
Bebenhausen